# Lycosa parvipudens
Lycosa parvipudens är en spindelart som beskrevs av Karsch 1881. Lycosa parvipudens ingår i släktet Lycosa och familjen vargspindlar.
Artens utbredningsområde är Gilbertöarna. Inga underarter finns listade i Catalogue of Life.